# Xizangia
Xizangia es un género de arañas araneomorfas de la familia Gnaphosidae. Se encuentra en China.

## Lista de especies
Según The World Spider Catalog 12.0:
- Xizangia linzhiensis (Hu, 2001)
- Xizangia rigaze Song, Zhu & Zhang, 2004